# Стефан Воислав
Стефан Воислав (на сръбски: Stefan Vojislav) е княз на Дукля, управлявал самостоятелно през 1040-1043 година, основоположник на династията Воиславлевичи.
Той е син на Драгимир и след неговата смърт през 1018 година управлява областта или части от нея под върховенството на Източната Римска империя. След поредица от бунтове през 30-те години, през 1040 година се възползва от въстанието на Петър Делян и извоюва самостоятелността на Дукля.